# Manchego
Le manchego est un fromage espagnol fait avec du lait de brebis de la race manchega, produit dans la région de Castille-La Manche. 
Sa meilleure période de consommation s'étend de septembre à janvier. 

## Description
La croûte est de couleur jaunâtre ou brun sombre, celle de la pâte va du blanc à l'ivoire jaunâtre, et sa saveur donne un goût de lait de brebis avec un léger goût piquant et salé. Il est dur et sec. Il s'agit d'un des fromages les plus connus et les plus exportés. Il est courant en Espagne de le déguster avec de la pâte de coing (carne de membrillo).
Traditionnellement, une tresse de sparte faite de brins d’épeautre entoure le fromage. La pratique tend à se perdre.

## Histoire
Il a été établi que du fromage était déjà produit dans la Manche à l'âge du bronze.
Le manchego fait l'objet d'une dénomination d'origine depuis 1984. Celui de Carlos Gutierrez-Maturana-Larios Altuna a été sacré pire fromage au monde en 2012 par les World Cheese Awards.

## Production
Le manchego est un fromage de brebis de race manchega, caractérisée par de longues oreilles fines et tombantes. Une brebis produit un litre par jour d'un lait épais. Il faut cinq litres de lait pour fabriquer un kilo de fromage. Le lait peut être cru ou pasteurisé. L'affinage doit durer entre 30 et 60 jours.

## Distribution
Outre en Espagne, ce fromage est distribué du côté français de la frontière espagnole dans la région de Perpignan. En France et en Belgique, on le retrouve dans les fromageries et dans beaucoup de supermarchés.